# Bibliografi for plantekendskab
Her følger en kommenteret bibliografi for emnet plantekendskab.

## Botanik
- Brian Capon: Botany for Gardeners, 2005 ISBN 0-88192-655-8.

## Plantenavne
- Hans Arne Jensen, Folmer Arnklit og Jørgen Jensen: Plantenavne. Dyrkede og vilde planter, 2007. ISBN 978-87-91319-35-8

Bogen er en kraftigt udvidet nyugivelse af de samme forfatteres værk Anbefalede plantenavne, og den er det seneste, grundige bud på de navne, som man derfra vil "anbefale", at vi bruger om planterne. Der kan slås op både via et dansk navn og via det botaniske navn.
- Encke, Buchheim, Seybold: Zander. Handwörterbuch der Pflanzennamen, 13. udgave 1984. ISBN 3-8001-5042-5.

Bogen er – ganske vist – på tysk, men den rummer en meget dækkende oversigt over de korrekte, botaniske navne. I tilgift får man oplyst plantens geografiske hjemsted, dens familie og eventuelle synonymer.
- Ordbog over Danmarks Plantenavne ved Johan Lange udgivet af Det Danske Sprog- og Litteraturselskab i tre bind 1959-1961. Genudgivet af Munksgaard i fotografisk optryk i to bind med vedføjet supplement 1992 (ISBN 87-16-11098-6).

Ordbogens opgave er at bringe alle fra dansk sprogområde kendte litterære og folkelige navne på højere planter såvel danske som udenlandske (citat fra forordet). Alle navnene er forsynet med kilder og de fleste med saglige og sproglige kommentarer. For de fleste planter angives et anbefalet hovednavn blandt de mange navne (alene navneregisteret fylder 738 sider).

## Floraer
Se også Flora
- Bo Mossberg og Lennart Stenberg: Den store nordiske flora, 1999. ISBN 87-12-03446-0

For tiden vel nok det bedste, man kan skaffe sig, når det gælder vilde eller forvildede planter i Norden. Hver plante er forsynet med en kort beskrivelse og en meget vellignende tegning. Bogen medtager karplanter, og dvs. at alger, mosser og laver ikke er med.
- Alistair Fitter: Felthåndbog over Nordeuropas Flora, 1987. ISBN 87-7230-886-9

Et godt supplement til ovennævnte. Her får man også en tegning, men beskrivelsen er lidt mere fyldig – især hvad angår plantens økologiske niche. Her er kun medtaget én- og tokimbladede planter. Nåletræer, bregner, padderokker, ulvefodsplanter og mosser er ikke med. Til gengæld er den sidste halvdel af bogen viet planternes økologi, og alene af den grund er bogen meget velegnet.
- Signe Frederiksen, Finn N. Rasmussen og Ole Seberg: Dansk flora, 2007 ISBN 978-87-02-03032-7

En moderniseret udgave af det tidligere standardværk til bestemmelse af planter, Rostrups Den danske flora. Navngivning og systematik er ført up to date (man følger således Angiosperm Phylogeny Groups seneste revision, "APG II"), og nøglerne er – delvist – ledsaget af meget vellignende illustrationer.
- Alan Mitchell: Træer i Nordeuropa, 1977. ISBN 87-12-23331-5

Det bedste værk om træer, både nåletræer og løvtræer. Beskrivelserne er meget grundige og i de fleste tilfælde er de støttet af stregtegninger eller farveplancher. Buske, stauder og sporeplanter medtages ikke.

## Plantebeskrivelser
- Lis Langschwager (udg.): Havens Planteleksikon. Buske og Træer, 2000. ISBN 87-7464-018-6

Det mest omfattende og opdaterede værk om buske og træer, som er – mere eller mindre – hårdføre i Danmark. Beskrivelserne af de botaniske kendetegn er meget grundige, og anvisninger om planternes nichetilpasninger bringes tilfældigt og næsten altid under planteslægten og ikke -arten. De to bind er gennemillustrerede, så de kan bruges til plantebestemmelse efter "bladremetoden".
- Haveselskaberne (udg.): Havens Staudeleksikon, 1998 ISBN 87-7464-041-0

Et meget omfattende værk om havestauder. Vildstauder er udeladt. Bogen giver korte beskrivelser af arterne og tager også sorterne med. Der er meget lidt om planternes vækstkrav eller anvendelse i haverne, men de mange billeder gør alligevel bogen til standard på området.
- Sten Porse: Plantebeskrivelser CD-Rom 2003.

Beskrivelser af knap 400 plantearter til have og landskab. Ét foto til hver plante. Værkets alvorligste mangel er, at der ikke findes registre bortset fra listen over henholdsvis de danske og de botaniske navne. Til gengæld er beskrivelser, anvisninger og råd meget omfattende. CD-Rom'en er ikke i åben handel, men kan skaffes via Jordbrugets Uddannelsescenter.

## Nøgler
- Peter Friis Møller og Henrik Staun: Danmarks Træer og Buske, 2001. ISBN 87-567-6224-0

Det nyeste bogværk om vilde og naturaliserede, træagtige planter. Beskrivelser og oplysninger om planterne er á jourførte, og bogen er illustreret med mange billeder. På side 31-37 har bogen en fremragende bestemmelsesnøgle, hvor hvert enkelt valgt er vist med gode, let genkendelige fotografier af de pågældende plantedele.